# Anguilluloides zondagi
Anguilluloides zondagi är en rundmaskart som beskrevs av Dale 1967. Anguilluloides zondagi ingår i släktet Anguilluloides och familjen Panagrolaimidae. Inga underarter finns listade i Catalogue of Life.